# Эрскин-Смит, Натаниел
Натаниел Эрскин-Смит (англ. Nathaniel Erskine-Smith; род. 15 июня 1984, Торонто) — канадский политик, член Либеральной партии, министр жилищного строительства, инфраструктуры и местных сообществ (2024—2025).

## Биография
19 октября 2015 года по итогам парламентских выборов прошёл в Палату общин Канады от Либеральной партии, победив в округе Бичез-Восточный Йорк на территории Торонто, где в тот день либералы добились триумфа, победив во всех округах.
20 декабря 2024 года премьер-министр Джастин Трюдо произвёл значительные кадровые перемещения в своём правительстве, в числе прочих мер назначив Эрскин-Смита министром жилищного строительства, инфраструктуры и местных сообществ.
14 марта 2025 года при формировании правительства Карни сохранил прежний министерский портфель.
13 мая 2025 года премьер-министр Марк Карни произвёл по итогам парламентских выборов масштабные перестановки в Кабинете, в результате которых Эрскин-Смит был исключён из правительства.